# Kaskáda

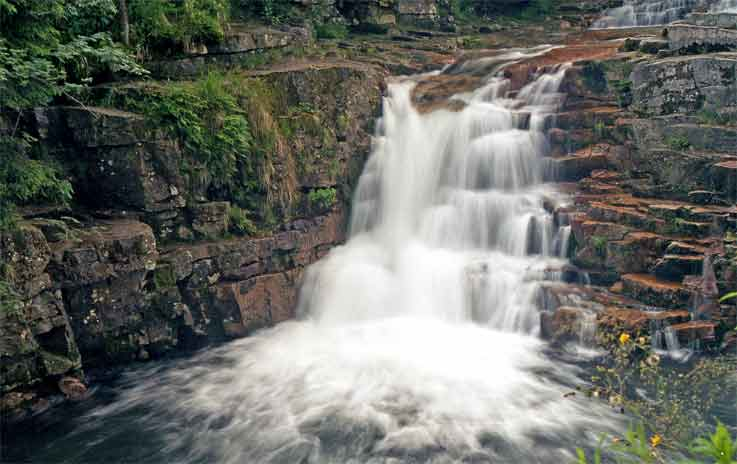
Kaskáda na Bílém Labi

Kaskáda je stupňovitý vodopád či řada stupňovitých vodopádů, přirozených nebo umělých. Ve vodohospodářství je kaskáda soustava vodních přehrad nebo vyšších jezů využívající vodní energie (Vltavská vodní kaskáda), případně stupňovitá svodnice přelivu (přepadu) u nádržné hráze. Slovo má i další, přenesené významy.
Ve vodáckém názvosloví se slovem kaskáda obvykle označuje množina přírodních či umělých vodních překážek. Z hlediska vodáckého sportu je přírodní kaskáda místo v řece, kde voda překonává překážky v podobě skalnatých prahů a malých nebo rozrušených vodopádů. Od peřeje se kaskáda liší tím, že překonává vyšší výškový rozdíl, od vodopádu tím, že má větší délku. Některé kaskády jsou sjízdné pro kajaky, rafty nebo nafukovací kanoe určené pro divokou vodu.[zdroj?]
V České republice se nacházejí kaskády např. na Bílém Labi, Bílé Opavě, vodácky zajímavou je kaskáda na Ostravici.

## V přeneseném významu
- v elektrotechnice – řada strojů nebo zařízení zapojených za sebou v sérii;
- v elektrice – stupňovité zapojení („kaskáda měřicích transformátorů“);
- artistická produkce složená z rychlých a nebezpečných skoků, přemetů a pádů, zpravidla s komickými prvky;
- knižně – to, co vyvolává představu mnohosti, přívalu, prudkého stupňovitého proudu: „kaskáda jisker“, „kaskáda tónů“, „kaskáda smíchu“, „kaskáda veršů“, „kaskáda not“, „kaskáda barev“; „kaskáda roucha“ aj.;
- viz též Kemblova kaskáda, Golfový areál Kaskáda, signalizační kaskáda, Travertinová kaskáda.